# Stor-Skogbergssjön
Stor-Skogbergssjön är en sjö i Umeå kommun i Västerbotten och ingår i Sävaråns huvudavrinningsområde. Sjön har en area på 0,223 kvadratkilometer och ligger 74,9 meter över havet.

## Delavrinningsområde
Stor-Skogbergssjön ingår i det delavrinningsområde (710970-173365) som SMHI kallar för Inloppet i Degersjön. Medelhöjden är 72 meter över havet och ytan är 25,25 kvadratkilometer. Räknas de 4 avrinningsområdena uppströms in blir den ackumulerade arean 123,31 kvadratkilometer. Pålböleån som avvattnar avrinningsområdet har biflödesordning 2, vilket innebär att vattnet flödar genom totalt 2 vattendrag innan det når havet efter 21 kilometer. Avrinningsområdet består mestadels av skog (80 procent) och sankmarker (14 procent). Avrinningsområdet har 0,97 kvadratkilometer vattenytor vilket ger det en sjöprocent på 3,8 procent.